# 巴基斯坦國會議長
這是巴基斯坦國民議會議長的列表。

## 列表
| 任 | 名字                     | 稱號 | 任期                           |
| 1  | 穆罕默德·阿里·真納       | 首長 | 1947年8月11日至1948年9月11日   |
| 2  | 穆里夫·泰米茲丁·汗）     | 首長 | 1948年12月14日至1954年10月24日 |
| 3  | 阿卜杜勒·瓦哈卜·汗）     | 議長 | 1955年8月12日至1958年10月7日   |
| 4  | 穆里夫·泰米茲丁·汗）     | 議長 | 1962年6月11日至1963年8月19日   |
| 5  | 法魯玆·卡特）            | 議長 | 1963年11月29日至1965年6月12日  |
| 6  | 阿卜杜勒·賈巴爾·汗）     | 議長 | 1965年6月12日至1969年3月29日   |
| 7  | 佐勒菲卡爾·阿里·布托     | 首長 | 1972年4月14日至1973年4月12日   |
| 8  | 法賽·伊萊克·賽特）       | 議長 | 1972年8月15日至1973年8月7日    |
| 9  | 薩希布扎德·法魯克·阿里） | 議長 | 1973年8月9日至1977年3月27日    |
| 10 | 馬利克·米拉吉·哈立德     | 議長 | 1977年3月27日至1977年7月5日    |
| 11 | 塞伊德·法克哈·伊瑪）     | 議長 | 1985年3月22日至1986年8月26日   |
| 12 | 哈米德·納塞爾·查特）     | 議長 | 1986年5月31日至1988年12月3日   |
| 13 | 馬利克·米拉吉·哈立德     | 議長 | 1988年12月3日至1990年11月4日   |
| 14 | 喬哈爾·阿尤布·汗）       | 議長 | 1990年11月4日至1993年10月17日  |
| 15 | 优素福·拉扎·吉拉尼       | 議長 | 1993年10月17日至1997年2月16日  |
| 16 | 埃拉希·比斯·蘇姆羅）     | 議長 | 1997年2月16日至2001年8月20日   |
| 17 | 杜里·阿米爾·侯賽因）     | 議長 | 2002年11月19日至2008年3月19日  |
| 18 | 法赫米达·米尔扎          | 议长 | 2008年3月19日至2013年5月11日   |
| 19 | 阿亚兹·萨迪克            | 议长 | 2013年5月11日至2018年8月15日   |
| 20 | 阿萨德·凯瑟              | 议长 | 2018年8月15日至2022年4月9日    |
| 21 | 拉贾·佩尔韦兹·阿什拉夫   | 议长 | 2022年4月16日-现任             |

## 連接
- 巴基斯坦國會議長 （页面存档备份，存于）